# Юкі (Ібаракі)

36°18′19″ пн. ш. 139°52′39″ сх. д. / 36.30528° пн. ш. 139.87750° сх. д.
Ю́кі (яп. 結城市, ゆうきし, МФА: [juːkʲi ɕi̥]) — місто в Японії, в префектурі Ібаракі.

## Короткі відомості
Розташоване в західній частині префектури, в середній течії річки Кіну. Виникло на основі середньовічного призамкового містечка самурайського роду Юкі. В ранньому новому часі було володінням роду Мідзуно. Отримало статус міста 15 березня 1954 року. Основою економіки є текстильна промисловість. Традиційне ремесло — виготовлення цупкого шовку цумуґі, японських сандалій ґета, гліцинієвих скринь та японської горілки саке. Станом на 1 жовтня 2007 площа міста становила 65,84 км². Станом на 1 серпня 2008 населення міста становило 52 149 осіб.